# Onze-Lieve-Vrouwekapittel (Aken)

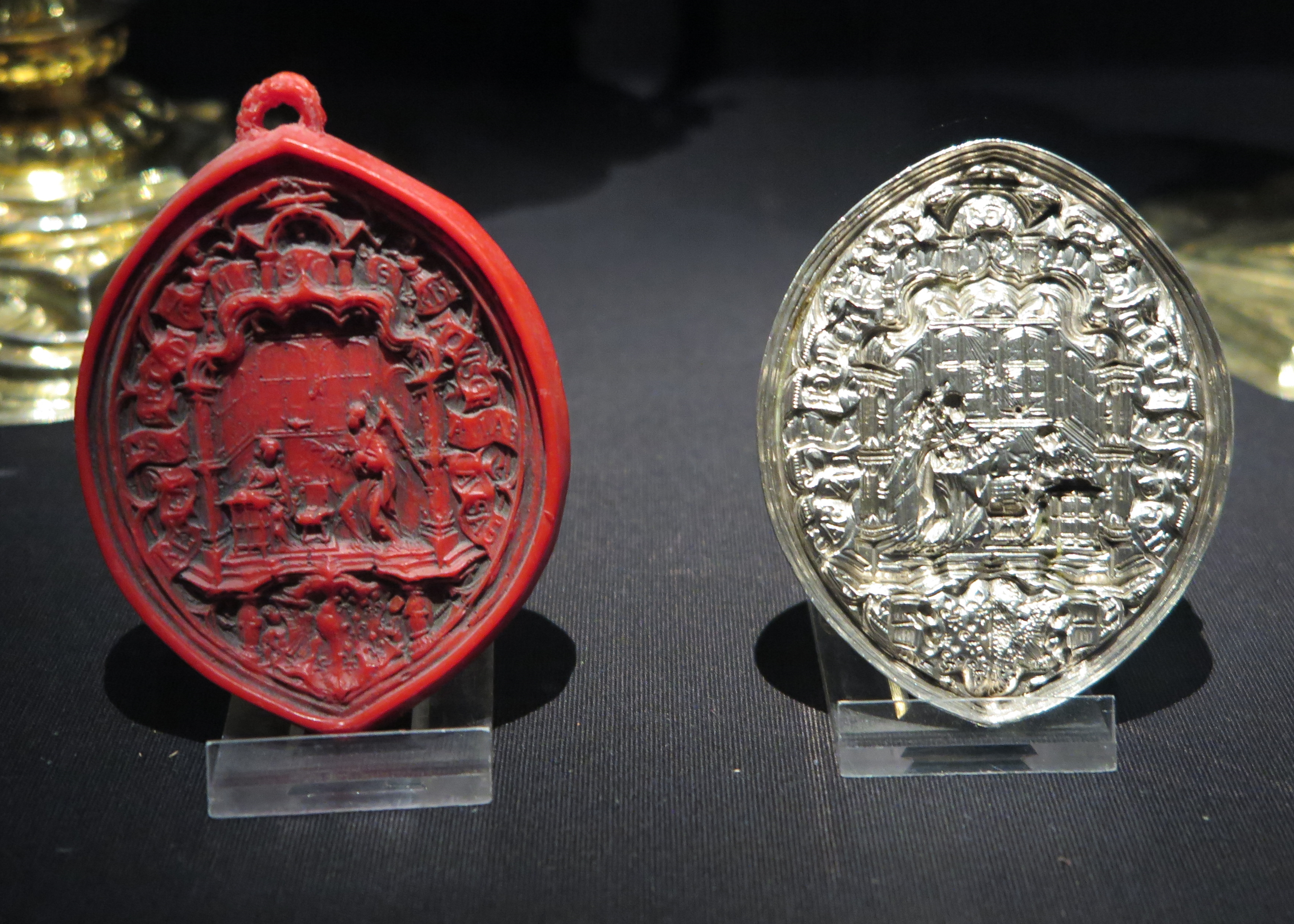
Zegel en zegelstempel van het stift, van 1528

Het Onze-Lieve-Vrouwekapittel was een college van kanunniken dat verbonden was aan de Dom van Aken te Aken. Het heeft bestaan van het einde van de 8e eeuw tot het jaar 1802.

## Geschiedenis
De Dom van Aken was sedert de regering van Karel de Grote een belangrijke kerk, waar de Duitse keizers gekroond werden. Het kapittel werd door Karel en zijn opvolgers rijkelijk voorzien van grondbezit en kostbare relikwieën. Het kapittel was verantwoordelijk voor de kerkdiensten die betrekking hadden op de kroning van de keizer. De relikwieën trokken veel pelgrims aan, waardoor de kerk regelmatig moest worden vergroot. Aan het kapittel was uiteindelijk ook een hospitaal verbonden, en bovendien enkele scholen, zoals een Latijnse school en een koorschool.
Het kapittel had een zeker eigen grondgebied, een stift, dat enkele straten in het stadscentrum besloeg en waarop zich onder meer ook een bakhuis, een molen, een graanopslag, een wijnkelder en een brouwerij bevond. Ook was er sprake van een immuniteit. Tot de bezittingen van het kapittel behoorden ook de tiendrechten en patronaatsrechten van diverse parochies in de omgeving. Verder had men wijngaarden in wijngebieden aan de Rijn, de Ahr en de Moezel.
Aanvankelijk waren er 12 kanunniken, aanvankelijk onder leiding van een abt, vanaf 972 een proost genoemd. Geleidelijk breidde dit aantal zich uit tot 39 einde 14e eeuw, wat later weer tot 31 werd teruggebracht.
In 1802 werd het kapittel opgeheven. De eigendommen werden verkocht, reeds in 1794 verhuisden eigendommen naar Paderborn, en later ook naar Wenen. De Domkerk werd de kathedraal van het nieuw ingestelde Bisdom Aken, dat in 1821 werd opgeheven en in 1930 weer werd hersteld. Gedurende al deze tijd was er een kapittel aan de Domkerk verbonden.